# Veľké Úľany
Veľké Úľany (bis 1948 slowakisch „Veľký Fedymeš“; ungarisch Nagyfödémes) ist eine Gemeinde in der Westslowakei.

## Lage

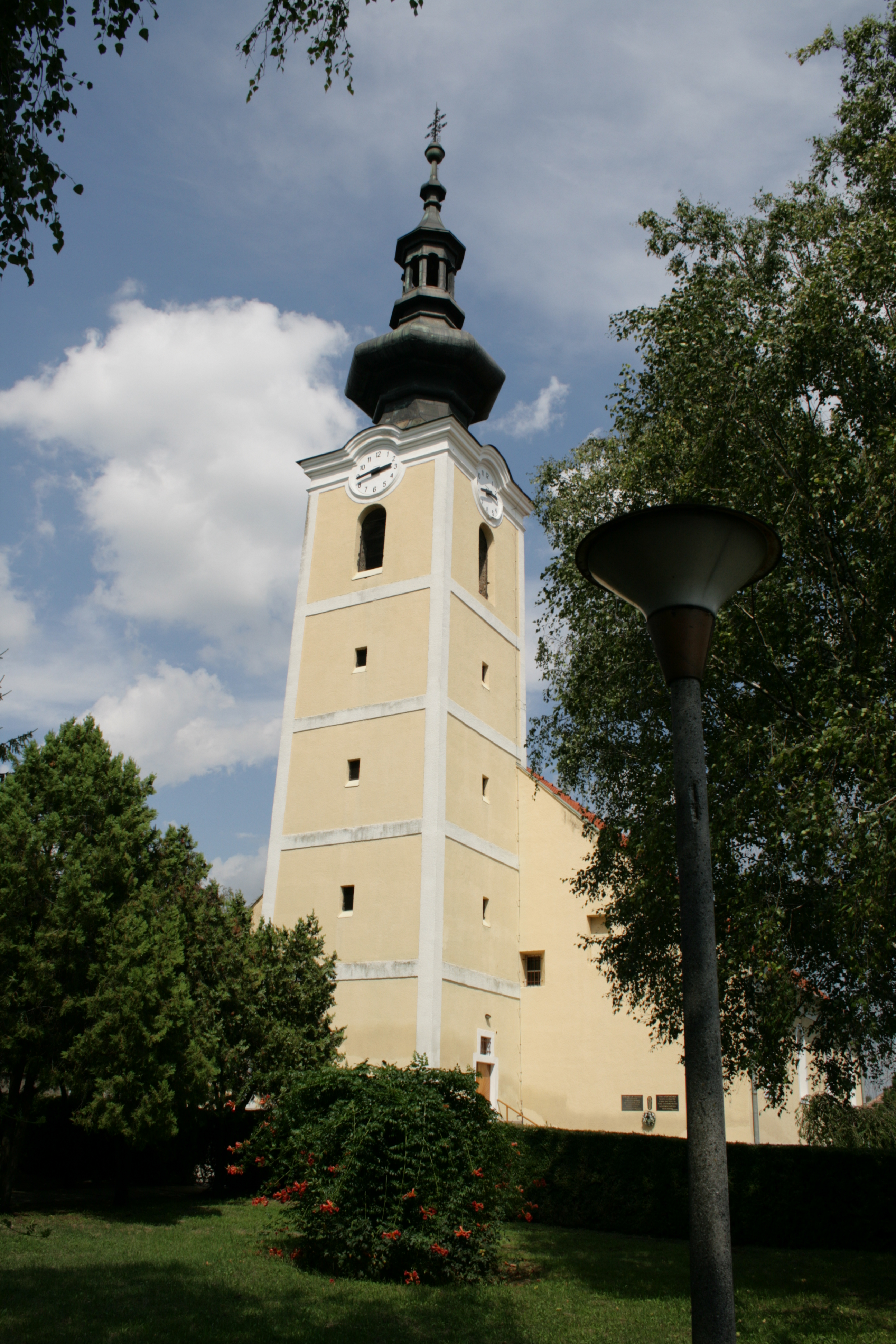
Kirche in Veľké Úľany

Sie liegt im Donautiefland zwischen den Flüssen Malý Dunaj und Čierna voda, etwa 12 km von Galanta entfernt.
Zur Gemeinde gehört neben dem Hauptort auch die Siedlung Nové Osady (1936 ausgegliedert, 1976 wieder eingemeindet).

## Geschichte
Der Ort wurde 1221 erstmals als Fudemus erwähnt.
Bis 1918 gehörte Veľké Úľany im Komitat Pressburg zum Königreich Ungarn und kam dann zur neu entstandenen Tschechoslowakei. Durch den Ersten Wiener Schiedsspruch kam der Ort von 1938 bis 1945 kurzzeitig wieder zu Ungarn und ist seit 1993 ein Teil der heutigen Slowakei.

## Bevölkerung
| Jahr                | 1994 | 2004    | 2014    | 2024     |
| ------------------- | ---- | ------- | ------- | -------- |
| Anzahl der Personen | 4215 | 4269    | 4441    | 5011     |
| Unterschied         |      | +1,28 % | +4,02 % | +12,83 % |

| Jahr                | 2023 | 2024    |
| ------------------- | ---- | ------- |
| Anzahl der Personen | 4989 | 5011    |
| Unterschied         |      | +0,44 % |

## Sehenswürdigkeiten
Sehenswert sind die römisch-katholische Kirche des Heiligen Erzengels Michael aus dem 16./17. Jahrhundert, eine evangelische Kirche aus dem Jahr 1958 und ein Kalvarienberg mit einer Kapelle aus dem Jahr 1756. Außerdem gibt es im Ort das kleine Freibad Modrá Perla.
Die Bevölkerungsmehrheit stellten 2001 die Ungarn mit 71 Prozent, die Slowaken sind in 28 Prozent der Einwohnerschaft vertreten.